# Порожнюк Олександр Миколайович
Олександр Миколайович Порожнюк — донецький скульптор, художник-графік. Народився в Грузії, там же виріс.
Закінчив Львівський інститут прикладного та декоративного мистецтва.
Автор наступних пам'ятників Донецька:
- 1980 — Пам'ятник медичній сестрі (скульптор О. М. Порожнюк)
- 1984 — «Твоїм визволителям, Донбасе» (монумент, скульптори Балдін Юрій Іванович, О. М. Порожнюк, архітектори В. П. Кішкань та М.Я. Ксеневіч, інженер-конструктор Райгородецький Є.М.)
- 1996 — Пам'ятник загиблим воїнам-афганцям (скульптор — Порожнюк О. М., архітектор Тьомкін Є.М.)
- 1998 — Пам'ятник співробітникам органів внутрішніх справ (скульптор Порожнюк О. М., архітектор — Олійник Ю.П.)
- 2005 — Пам'ятник жертвам політичних репресій (скульптор Порожнюк О. М., архітектор Бучек Володимир Степанович)

монумент «Визволителям Донбасу»
Пам'ятник загиблим воїнам-афганцям
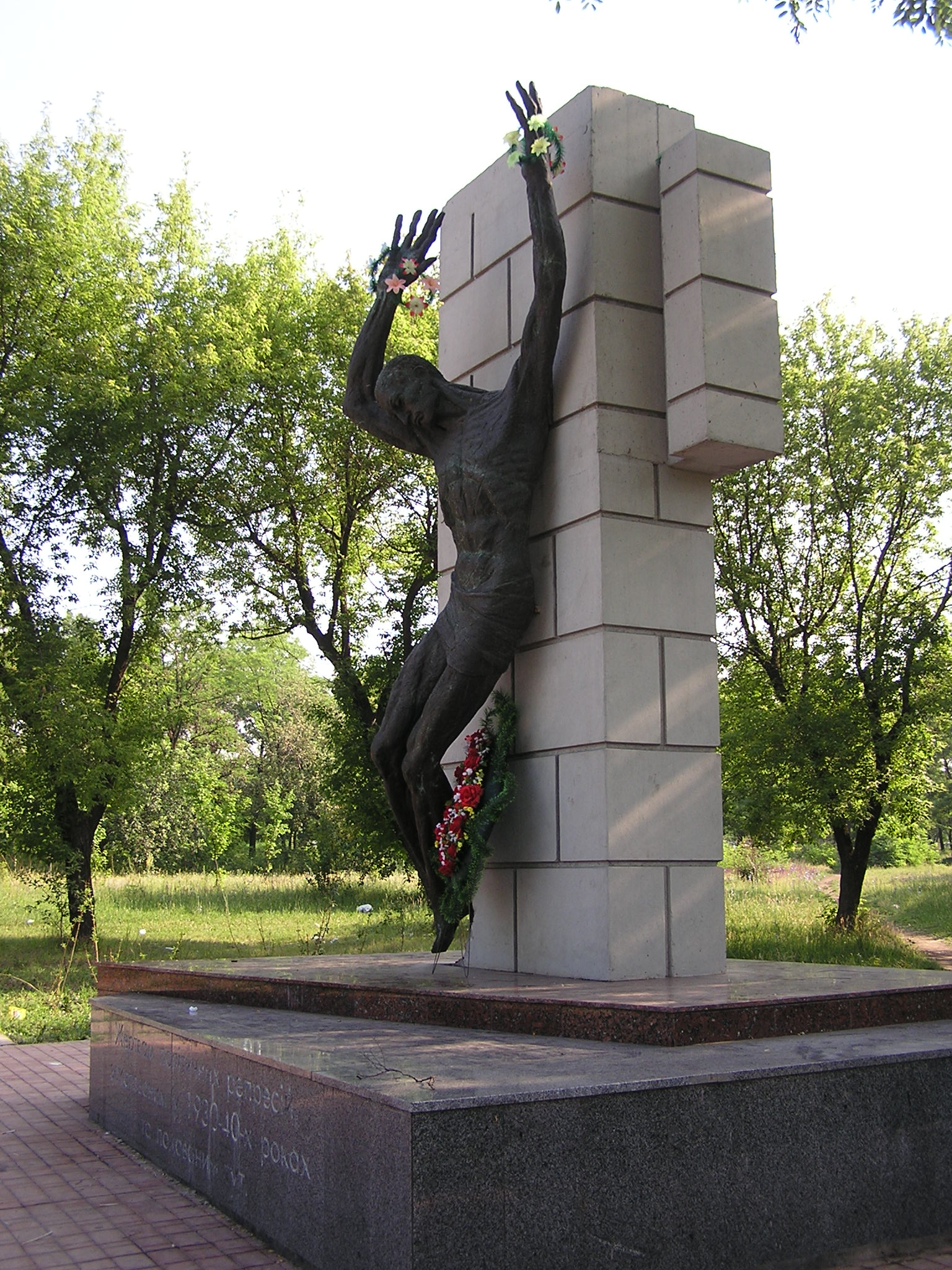
пам'ятник жертвам політичних репресій
Скульптура "Девушка с кувшином" (рос.)

Автор скульптурних портретів Олександра Сергійовича Пушкіна, Миколи Васильовича Гоголя, Марини Іванівни Цвєтаєвої.